# Ernst Wollweber
Ernst Wollweber, ursprungligen Fritz Karl Wollweber, född 18 oktober 1898 i Hannoversch Münden, död 3 maj 1967 i Östberlin, var en tysk, sovjetisk kommunist, NKVD-officer och politiker. Efter folkupproret 17 juni 1953 avsattes Wilhelm Zaisser och Wollweber blev ny chef för Stasi. 

## Tidigt politiskt engagemang och Wollweber-organisationen
Ernst Wollweber engagerade sig 1919 i det tyska kommunistpartiet, KPD. Han valdes 1932 in i den tyska riksdagen men när medlemmar i KPD, efter riksdagshusbranden i februari 1933, började förföljas av nationalsocialister, lämnade Wollweber landet. Han tog sig till Köpenhamn och senare till Leningrad.
Mellan 1936 och 1941 var Ernst Wollweber den ledande organisatören för den så kallade Wollweber-organisationen, även kallad Wollweberligan. Wollweber-organisationen var en kommunistisk sabotagegrupp som var grundad av NKVD. Organisationen fanns representerad i Tyskland, Nederländerna, Belgien och Skandinavien. Gruppen utförde främst bombdåd med tidsinställda bomber mot fartyg  från länder som understödde rebellsidan i det spanska inbördeskriget. Sprängmedlen till attentaten stals till stor del från svensk gruvdrift. Wollweberligan anses ha sprängt 16 tyska, 3 italienska och 2 japanska fartyg. Ernst Wollweber var gift med norskan Ragnhild Wiik och nyttjade därför Oslo som huvudkvarter för organisationen under andra världskriget.
De svenska medlemmarnas främsta uppgift var att störa den under 1930-talet allt intensivare svenska malmexporten till Tyskland, som rustade för krig. Den mest framgångsrika förgreningen av organisationen fanns i Norge där den gick under namnet Osvaldgruppen. 
Mellan 1936 och 1941 var Ernst Wollweber den av Gestapo mest eftersökta mannen i Europa. I maj 1940 greps Ernst Wollweber av svensk militärpatrull vid en rutinkontroll vid Ottebols järnvägsstation. Han satt i svenskt fängelse under större delen av kriget – något som troligtvis räddade hans liv. Tyskarna krävde upprepade gånger hans utlämning, men han frigavs 1944 och reste då till Moskva.
Under sin tid som fånge i Sverige under andra världskriget satt Wollweber på fängelset i Härnösand. I hans akt i fängelsearkivet i Landsarkivet i Härnösand finns omfattande, ofta triviala anteckningar om honom. En anteckning sticker dock ut. Anteckningen lyder: Wollweber uppger sig av Stalin vara utnämnd till folkkommissarie över Skandinavien.

## Efter kriget
Vid krigets slut  återvände Wollweber till Tyskland och den sovjetiska ockupationszonen där han 1946 gick med i det nybildade SED och fick snabbt en ledande ställning inom partiet. Under åren som följde hade han flera viktiga befattningar inom ockupationszonen och den nybildade staten DDR innan han i juli 1950 utnämndes till undersekreterare i den nybildade säkerhetsetjänsten Stasi (MfS). Efter ett misslyckat kuppförsök mot Walter Ulbricht avsattes Stasis dåvarande chef Wilhelm Zaisser 1953 varpå Wollweber utnämndes till ny chef. Året därpå blev han ledamot av Volkskammer och valdes in i SED:s centralkommitté. Som chef för Stasi arbetade Wollweber för att stärka dess grepp om invånarna och interna inflytande över det politiska livet i DDR. På detta sätt lade han grunden för den omfattnade övervakning som hans efterträdare Erich Mielke skulle bygga vidare på.
1956 hamnade han i konflikt med SED:s ledare Walter Ulbricht och Erich Honecker varpå hans inflytande avtog och 1957 tvingades han lämna alla sina ämbeten. Under de sista tio åren av sitt liv levde Wollweber ett anonymt och tillbakadraget liv i Östberlin och försörjde sig som översättare. Efter Ernst Wollwebers död 1967 fann man hans memoarer nedgrävda i hans trädgård. De hemligstämplades och kom inte att publiceras förrän efter Östtysklands upplösning 1990.

### Fotnoter
1. ↑  Bibliothèque nationale de France, BnF Catalogue général : öppen dataplattform, id-nummer i Frankrikes nationalbiblioteks katalog: 13574129v, läst: 10 oktober 2015.[källa från Wikidata]
2. ↑  Brockhaus Enzyklopädie, Brockhaus Enzyklopädie-ID: wollweber-ernst, läst: 9 oktober 2017.[källa från Wikidata]
3. ↑  Munzinger Personen, Munzinger person-ID: 00000005449, läst: 9 oktober 2017.[källa från Wikidata]
4. 1 2 3 4  Agrell, Wilhelm (2008). ”7”. Maskerad front: Kalla krigets underrättelsehistoria. Falun: Historiska Media. sid. 125. ISBN 978-91-85507-97-9
5. ↑  Agrell, Wilhelm (2006). Stockholm som spioncentral. Historiska Media. sid. 58-59. ISBN 91-85377-09-0
6. ↑  Lennart W, Frick; Lars Rosander (2004). Bakom hemligstämpeln. Lund: Historiska Media. sid. 162. ISBN 91-85057-11-8
7. ↑  Agrell, Wilhelm (2008). ”2”. Maskerad front: Kalla krigets underrättelsehistoria. Falun: Historiska Media. sid. 42. ISBN 978-91-85507-97-9
8. 1 2  Lennart W, Frick; Lars Rosander (2004). Bakom hemligstämpeln. Lund: Historiska Media. sid. 163. ISBN 91-85057-11-8
9. ↑  Lennart W, Frick; Lars Rosander (2004). Bakom hemligstämpeln. Lund: Historiska Media. sid. 88. ISBN 91-85057-11-8